# Bentley 4½ Litre
Bentley 4½ Litre – sportowy samochód osobowy produkowany przez brytyjską firmę Bentley w latach 1926–1930. Następca modelu 3 Litre. Napędzany był przez czterocylindrowy silnik rzędowy o pojemności 4,4 litra. Moc przenoszona była na koła tylne poprzez 4-biegową manualną skrzynię biegów. Samochód występował w dwóch wersjach, z silnikiem wolnossącym oraz doładowanym mechanicznie.

## Dane techniczne (4 Litre)

### Silnik
- R4 4,4 l (4400 cm³), 4 zawory na cylinder, SOHC[1]
- Układ zasilania: gaźnik
- Średnica × skok tłoka: 100,00 mm × 140,00 mm
- Stopień sprężania: 5,1:1
- Moc maksymalna: 110 KM (82 kW) przy 3500 obr./min[1]

### Osiągi
- Prędkość maksymalna: 158 km/h[1]

## Dane techniczne (4 Litre SC)

### Silnik
- R4 4,4 l (4398 cm³), 4 zawory na cylinder, SOHC, doładowany mechanicznie
- Układ zasilania: gaźnik
- Średnica × skok tłoka: 100,00 mm × 140,00 mm
- Stopień sprężania: 5,1:1
- Moc maksymalna: 177,4 KM (130,5 kW) przy 3500 obr./min

### Osiągi
- Przyspieszenie 0-80 km/h: 10,0 s
- Prędkość maksymalna: 166 km/h

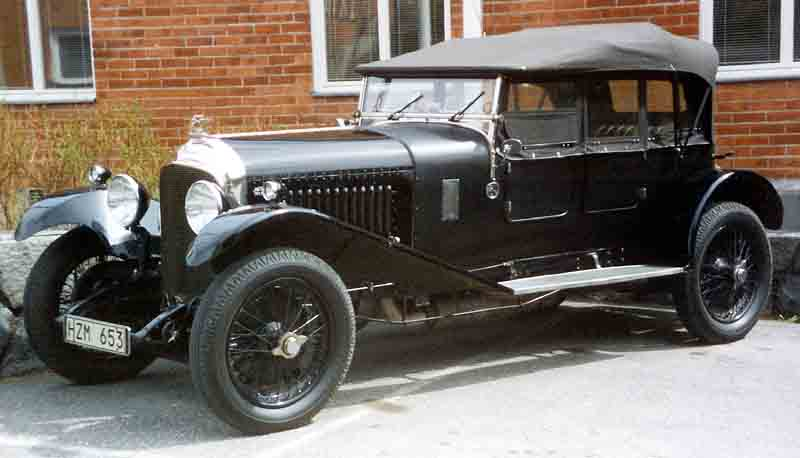
1929 Bentley 4½-Litre Sporting Four Seater
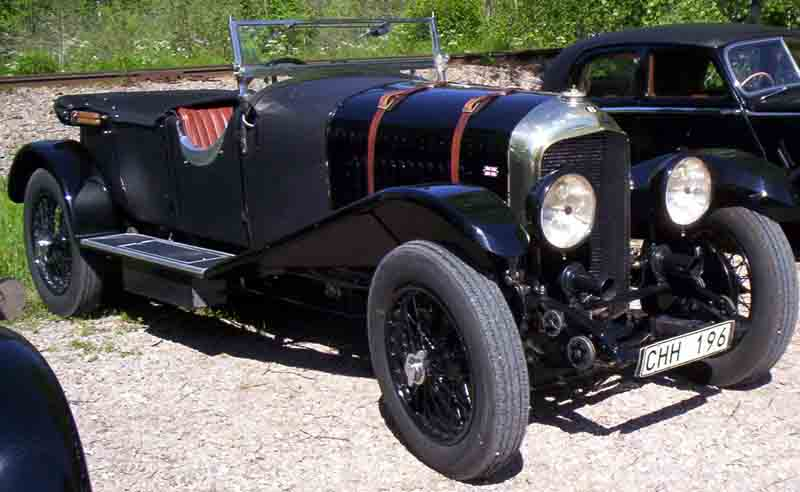
1929 Bentley 4,5-Litre Tourer
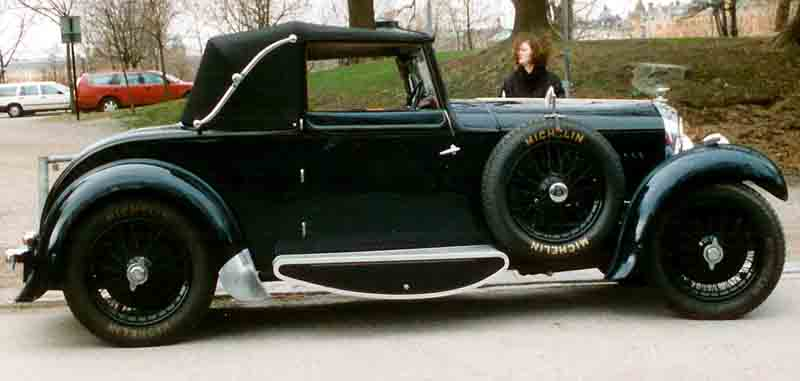
1930 Bentley 4½-Litre Drophead Coupé
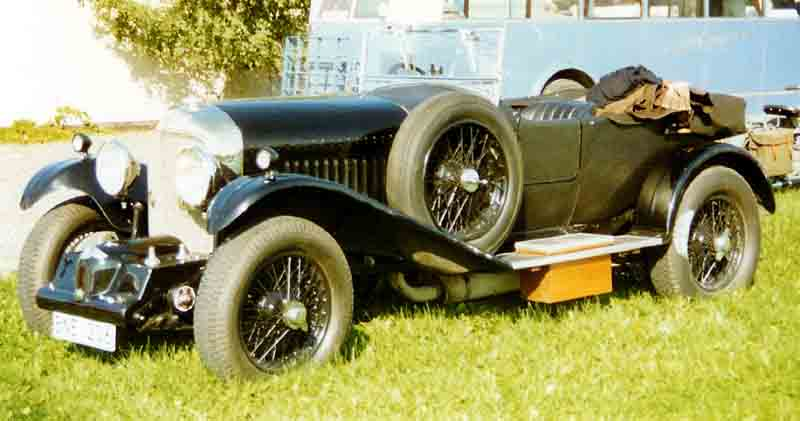
1930 Bentley 4½-Litre SC Tourer
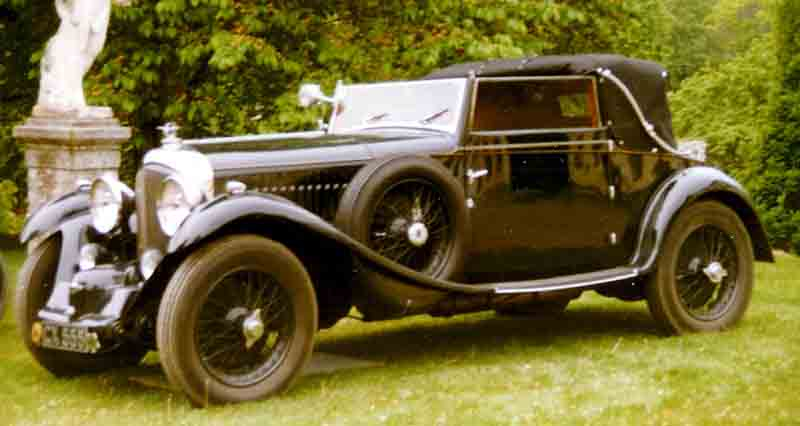
1931 Bentley 4½-Litre SC Drophead Coupé